# Krzysztof Grzegorek
Krzysztof Grzegorek (Łuczywno, 15 de septiembre de 1946) es un deportista polaco que compitió en esgrima, especialista en la modalidad de sable. Ganó dos medallas en el Campeonato Mundial de Esgrima en los años 1969 y 1970.

## Palmarés internacional
| Campeonato Mundial | Campeonato Mundial | Campeonato Mundial | Campeonato Mundial |
| Año                | Lugar              | Medalla            | Prueba             |
| ------------------ | ------------------ | ------------------ | ------------------ |
| 1969               | La Habana (Cuba)   | Medalla de plata   | Sable por equipos  |
| 1970               | Ankara (Turquía)   | Medalla de bronce  | Sable por equipos  |